# Кубическая текстура

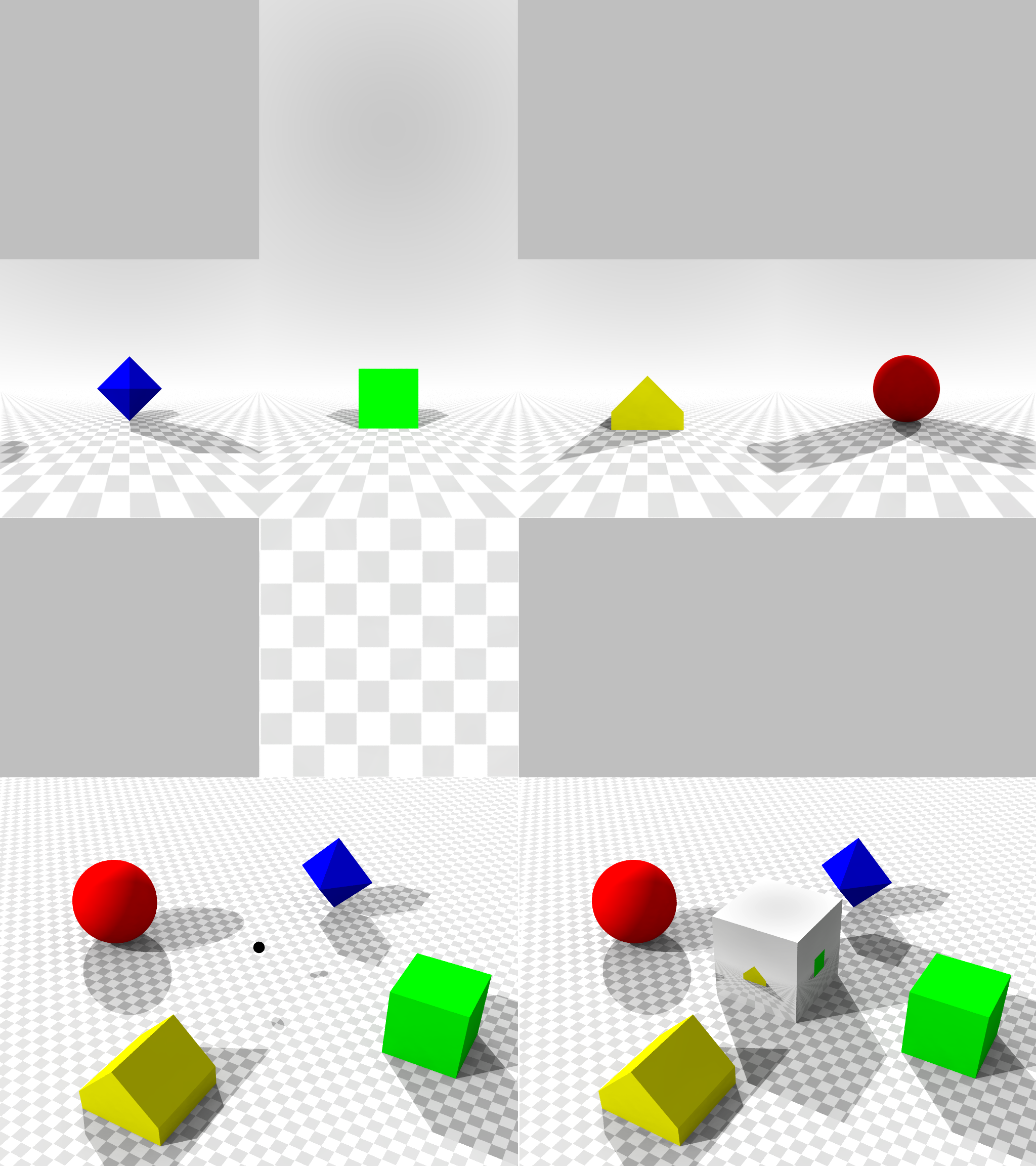
На данном отрендеренном изображении показана первоначальная сцена (внизу слева), развёртка шести граней куба (вверху) и куб, который накладывается на оригинальную сцену (внизу справа).

Кубическая текстура, кубическая карта (англ. Cube mapping, CubeMap) — методика в трёхмерной компьютерной графике, предназначенная преимущественно для моделирования отражений на поверхности объекта. Суть методики — в использовании кубической карты для отображения трёхмерной координаты текстуры в тексель при построении изображений отражения окружения в поверхности объекта. Кубическая карта представляет собой развёртку шести граней куба, каждая грань которого содержит текстуру. Каждая текстура отображает вид окружения, которое видно из одной точки зрения в шести направлениях. Текстурная координата является вектором, который определяет, как смотреть из центра куба, чтобы получить желаемый тексель.
Кубическая карта, как правило, является более предпочтительной по сравнению с устаревшей сферической картой, так как является более простой для динамической генерации в симуляциях реального времени и имеет меньшее искажение.